# Nemed
Nella mitologia irlandese, Nemed, figlio di Agnoman di Scizia, fu leader del terzo gruppo degli abitanti dell'Irlanda, che giunse nell'isola nel 2350 a.C. secondo la cronologia degli Annali dei Quattro Maestri, nel 1731 a.C. secondo quella di Seathrún Céitinn.
I suoi seguaci sono variamente indicati come Muintir Nemid ("popolo di Nemed"), Clann Nemid ("progenie di Nemed") o "Nemediani"

## Mitologia
L'isola era vuota da 30 anni, dopo la morte dell'ultimo dei seguaci di Partholón, quando Nemed salpò alla volta dell'Irlanda dal mar Caspio con 44 navi insieme a quattro suoi figli e ad alcuni capitribù. Il viaggio durò un anno e mezzo. Sua moglie Macha, morì 12 giorni dopo il loro arrivo in Irlanda e fu sepolta ad Ard Macha (Armagh). Nemed sconfisse e uccise nella battaglia di Ros Fraechain Gann e Sengann, due re dei  Fomoriani. Vinse poi altri tre scontri con i Fomoriani a Badbgna nel Connacht, a Cnamros nel Leinster e a Murbolg in Dalriada. Nemed fondò Rath Chimbaith e Rath Chindeich e bonificò diverse pianure. Nove anni dopo il suo arrivo in Irlanda, Nemed morì di peste insieme 3.000 suoi seguaci. Fu sepolto sulla collina di Ard Nemid, sulla Great Island, nel porto di Cork. I suoi seguaci superstiti furono oppressi da Morc e Conand dei Fomoriani, che vivevano nella Torre di Conand, sull'isola di Tory. Dopo 207 anni dalla morte di Nemed ci fu una rivolta di seimila uomini che distrussero la Torre di Conand, uccidendo Conand e tutti i suoi eredi. Morc si vendicò e ne seguì una grande battaglia. Ma il mare li sommerse tutti, tutti tranne 34 guerrieri che scapparono su una nave e così gli ultimi seguaci di Nemed lasciarono l'Irlanda, che rimase vuota per altri 200 anni.

## Genealogia
Di Nemed il Lebor Gabála Érenn dice che sia il figlio Agnoman di Scizia, a sua volta figlio di Piamp, figlio di Tait, figlio di Sera, figlio di Sru, figlio di Esru, figlio di Friamaint, figlio di Fathochta, figlio di Magog, figlio di Jafet, figlio di Noè. I suoi quattro figli sono indicati come Starn, Iarbonel, Annind e Fergus. Di essi, Starn fu l'antenato dei Fir Bolg, e Iarbonel, di cui si dice che fosse un indovino, è indicato come l'antenato dei Tuatha Dé Danann.